# Abdelhaq El Jai
Abdelhaq El Jai (né à Fès, Maroc, le 14 juillet 1948) est un mathématicien marocain spécialiste de la théorie des systèmes actuellement professeur émérite à l'université de Perpignan et membre de l'Académie Hassan-II des sciences et techniques (Maroc).  

## Biographie
Abdelhaq El Jai est le fils de Abdelmajid El Jai (grand nadir des habous de Fès de 1928 à 1958), et petit-fils de Abdeslam ben Ahmed El Jai, un savant grammairien de la deuxième moitié du XIXe siècle. Celui-ci était le père de Ahmed El Jai (vizir des habous de 1914 à 1927). La famille  est descendante de Moulay Abderrahmane El Jai (XVIIe siècle, décédé en 1638).  
Après avoir obtenu son baccalauréat au lycée Lyautey, à Casablanca, au Maroc, en 1967, sa licence puis sa maîtrise en mathématiques et Applications fondamentales à l'université Paul-Sabatier (Toulouse, France) en 1971, il obtient son doctorat d'État en mathématiques appliquées et contrôle automatique de l'université Paul-Sabatier (Laboratoire d'Automatisation et d'Analyse des Systèmes, LAAS - CNRS) en juillet 1978,.
Sa carrière de chercheur a débuté  en 1971 comme assistant à l'université Paul-Sabatier à Toulouse, en France. Plus tard, il s'est installé au Maroc en tant que maître de conférences puis professeur à la Faculté des sciences de l'université Mohamed-V de Rabat. En 1985, il est nommé professeur à l'université de Perpignan, France, où il est depuis 2013 professeur émérite en maintenant toujours une activité de recherches dans le laboratoire IMAGES, UMR ESPACE-DEV (IRD) de l'université de Perpignan, ainsi qu’au sein du réseau TDS.

## Responsabilités administratives et scientifiques.
- Directeur, Laboratoire de Contrôle optimal, Faculté des Sciences, Rabat. Maroc : 1980 - 1985[4].
- Directeur, Laboratoire d’Automatique, IMP du CNRS, université de Perpignan. France : 1992 -1997[8].
- Directeur, Laboratoire de Théorie des systèmes, Université de Perpignan. France : 1997 - 2002[9].
- Membre résident de l'Académie Hassan II des Sciences et Techniques : mai 2006[10].
- Coordinateur du Réseau international de recherche en Théorie des Systèmes (TDS)[11].

## Axes de recherche
Théorie des systèmes ; Modélisation, Analyse et Contrôle des Systèmes Distribués ; Actionneurs et capteurs dans les systèmes distribués ; Calcul scientifique ; Mathématiques appliquées. 

## La vie d'un  chercheur
Abdelhaq El Jai a fortement contribué à la création de la branche des mathématiques appliquées à la Faculté des sciences de Rabat (Maroc) à la fin des années 1970. Puis il a créé un CEA (master) de Contrôle Optimal en 1980 avec le Professeur Sâad Cherkaoui. Cette période a permis la formation de plusieurs chercheurs dont certains dirigent actuellement une dizaine de laboratoires à travers les universités du royaume du Maroc.  
Les activités de recherches développées à cette période portaient particulièrement sur la modélisation mathématique des différents types de capteurs et d'actionneurs ainsi que leur optimisation relativement à leurs localisations et leurs répartitions spatiales. Ceci a conduit à de nouvelles approches de l'analyse et le contrôle des systèmes distribués linéaires (modélisés par des équations aux dérivées partielles) à travers les notions de capteurs et actionneurs (thèse de Berrahmoune, présidée par J. L. Lions), et par suite à la généralisation à cette classe de systèmes des caractéristiques et propriétés des systèmes localisés étudiés en automatique. 
Au laboratoire IMP (à Perpignan), Abdelhaq El Jai a encadré plusieurs thèses et travaux de recherche. De l'analyse des systèmes bilinéaires (thèses N. Alami et A. Benbrik) aux extensions et applications de la méthode HUM (Hilbert Uniqueness Method) (thèses de F. Gonzales, A. Belfekih et J. Bouyaghroumni),,; de l'analyse régionale des systèmes distribués (thèses de E.H. Zerrik et de R. Al-Saphory) à la détection de sources à partir d'une observation (thèse de L. Afifi),. 
Parallèlement, Abdelhaq El Jai a encadré d'autres travaux sur l'analyse des systèmes à travers ces paramètres d'entrée-sortie, et ce en étudiant le choix du nombre de capteurs et d'actionneurs (thèse de S. El Yacoubi et H. Hamzaoui) ainsi que l'incidence de leur structure sur l'approche fréquentielle des systèmes distribués (thèse de A.S. Bernoussi),. Cette période a également été caractérisée par une coopération intense avec le Professeur Jacques-Louis Lions (Collège de France), le professeur A. J. Pritchard (université de Warwick, GB) et le professeur Ruth Curtain (université de Groningue),,. 
Avec sa vision futuriste, Abdelhaq El Jai a contribué, dans les années quatre-vingt-dix, à l'introduction des modèles d'automates cellulaires comme alternative aux équations aux dérivées partielles pour la modélisation de systèmes à distribués ainsi que leur analyse et leur contrôle avec une telle approche (travaux de S. El Yacoubi et thèses de M. Abdellaoui ; P. Jacewicz),. 
Il a ensuite introduit les notions d'étalabilité (thèse de K. Kassara) et de contrôle étaleur (thèse de Ah. Bernoussi) et contribué avec des chercheurs marocains au développement des concepts de vulnérabilité et de contrôle protecteur (thèse de Y. Qaraai), ainsi qu'à l'introduction et l'étude des notions de détectabilité, de remédiabilité et de domination,,,,. Ces derniers développements ont été motivés par des phénomènes spatio-temporels réels survenant dans des systèmes environnementaux ou écologiques lorsqu'ils subissent des perturbations connues ou inconnues.
En mai 2006, Abdelhaq El Jai a été nommé membre résident de l'Académie Hassan-II des sciences et techniques (Maroc). En 2007, et sur son initiative, le Réseau Théorie des Systèmes a été créé par un groupe de laboratoires de recherches traitant de la théorie des systèmes,. Ce réseau, depuis sa création, est dirigé par Abdelhaq El Jai ; il est soutenu par l'Académie Hassan II et organise régulièrement son workshop MACS,  chaque fois dans une ville marocaine différente. Il organise aussi "la caravane de la Science" qui consiste en des visites de vulgarisation aux lycées marocains, avec le concours du Palais de la découverte (France).
Enfin, Abdelhaq El Jai a organisé et co-organisé plusieurs conférences internationales, particulièrement IFAC 1989 en France, MTNS 2000 en France et Fès 2009 au Maroc,.

### Ouvrages
- Observabilité et opacité. Systèmes spatio-temporels, A. Belfekih, A. Bernoussi et A.El Jai, PUP, décembre 2019  (ISBN 978-2-35412-426-7) .
- Systèmes distribués perturbés, L. Afifi et A.El Jai, PUP, juin 2015  (ISBN 978-2-35412-241-6) .
- Stabilité des systèmes dynamiques, E. Zerrik et A. El Jai, PUP, juillet 2014  (ISBN 978-2-35412-231-7) .
- Systems Theory. Regional Analysis of Infinite Dimensional Linear Systems, L. Afifi, A.El Jai et E. Zerrik, PUP, janvier 2012  (ISBN 978-2-35412-140-2) .
- Éléments d'analyse numérique, A.El Jai, Deuxième Edition, PUP, novembre 2010  (ISBN 978-2-35412-124-2) .
- Systems Theory : Modelling, Analysis and Control, L. Afifi, A.El Jai et E. Zerrik, Fès2009 Proceedings. PUP, avril 2009  (ISBN 978-2-35412-043-6) .
- Systèmes dynamiques II. Analyse régionale des systèmes linéaires distribués, L. Afifi, A.El Jai et E. Zerrik, PUP, décembre 2008  (ISBN 978-2-35412-031-3) .
- Systèmes dynamiques. Analyse et contrôle des systèmes localisés, A.El Jai, E. Zerrik et K. Ztot, PUP, janvier 2008  (ISBN 978-2-35412-025-2) .
- Éléments de topologie et espaces métriques, A. El Jai, PUP, Mars 2007  (ISBN 978-2-35412-007-8) .
- Éléments de contrôlabilité, A. El Jai, PUP, mai 2006  (ISBN 2-914518-90-0) .
- Éléments de Mathématiques, A. El Jai, PUP, décembre 2005  (ISBN 2-914518-79-X) .
- Éléments d'analyse et de contrôle des systèmes, A. El Jai,   PUP, novembre 2004  (ISBN 978-2-914518-60-4) .
- Éléments d'analyse numérique, A. El Jai, PUP, novembre 2003  (ISBN 2-914518-45-5).
- Control of Distributed Parameter Systems, A.El Jai - M. Amouroux (Éditeurs), PERGAMON, IFAC Symposia series number 3. 1990  (ISBN 978-0080370361) .
- Automatique des systèmes distribués, A.El Jai,  HERMES. Juin 1990  (ISBN 9782866012373) .
- Cours d'analyse numérique, A.El Jai, université Perpignan 1990  (ISBN 9782354121242).
- Sensors and Controls in the Analysis of Distributed Systems, A. El Jaï & A.J Pritchard, Ellis Horwood Ltd - JOHN WILEY & SONS, 1988  (ISBN 9780745803364).
- Capteurs et Actionneurs dans l'Analyse des Systèmes Distribués, A. El Jaï & A.J Pritchard,  RMA3 -MASSON, 1986  (ISBN 2225809399) .

### Ouvrages collectifs
- Mathematical approach of coviability: Concept, modelling and control. Coviability of social and ecologicalsystems: Reconnecting mankind to the biosphere in an Era of global change, A. El Jai, S. El Yacoubi, M-C. El Jai, M. Mangeas, V. Douzal, A. Bernoussi (ouvrage collectif), (O. Barrière & al). Springer, 2019 (ISBN 978-3-319-78496-0).
- Analyse régionale des systèmes distribués. A.El Jai (ouvrage collectif), ESAIM: Control, Optimisation and Calculus of Variations, Tome 8 - EDP-Sciences, pp 663-692. 2002 (ISSN 1292-8119) .
- Théorie des Systèmes, A.El Jai (ouvrage collectif), L'Université de Perpignan de 1350 à 2000, Tradition humaniste et modernité scientifique, PUP, pp 399-412. 2001 1997 (ISBN 2-908912-90-2).
- Nouvelle approche pour la modélisation de systèmes en expansion spatiale : Dynamique de végétation. Tendances nouvelles en modélisation pour l'environnement, A.El Jai (ouvrage collectif), Elsevier. pp 439-445, 1997.

### Ouvrages édités et coédités
- Systems Theory - Modeling, Analysis and Control, FES2009, Proceedings International Conference Fes 2009, A. El Jai, L. Afifi, E. Zerrik (Éditeurs), May 25-28, 2009, Fes, Morocco (ISBN 978-2-35412-043-6).
- Mathematical Theory of Networks and Systems, A. EL JAI & M. FLIESS (Éditeurs), Applied Mathematics and Computer Science. Vol. 11. 2001 (ISSN 1641-876X) .
- Proceedings of the Fourteenth International Symposium of Mathematical Theory of Networks and Systems : MTNS 2000, A. EL JAI & M. FLIESS (Éditeurs), June 19-23, 2000, Perpignan, France(OCLC 65290907).
- 5th IFAC Symposium on Control of Distributed Parameter Systems ,1989, Perpignan, France, A. El Jai, M. Amouroux (Éditeurs), June 26-29 1989 (ISBN 978-0080370361)
- Sensors & Actuators in Distrubuted parameter systems, A.El Jai & M. Amouroux,  Perpignan, IFAC international Workshop, 1987, 1-18 p (ISBN 0-08-037036-5).

## Doctorats et Habilitations
Abdelhaq El Jai a encadré (8) Doctorats de troisième cycle, (7) Doctorats d'État, (11) Doctorats nouveau régime et (3) habilitations. Il a aussi co-encadré (50%) (6) Doctorats d'État et (3) Doctorats nouveau régime.